# Rogowacenie mieszkowe

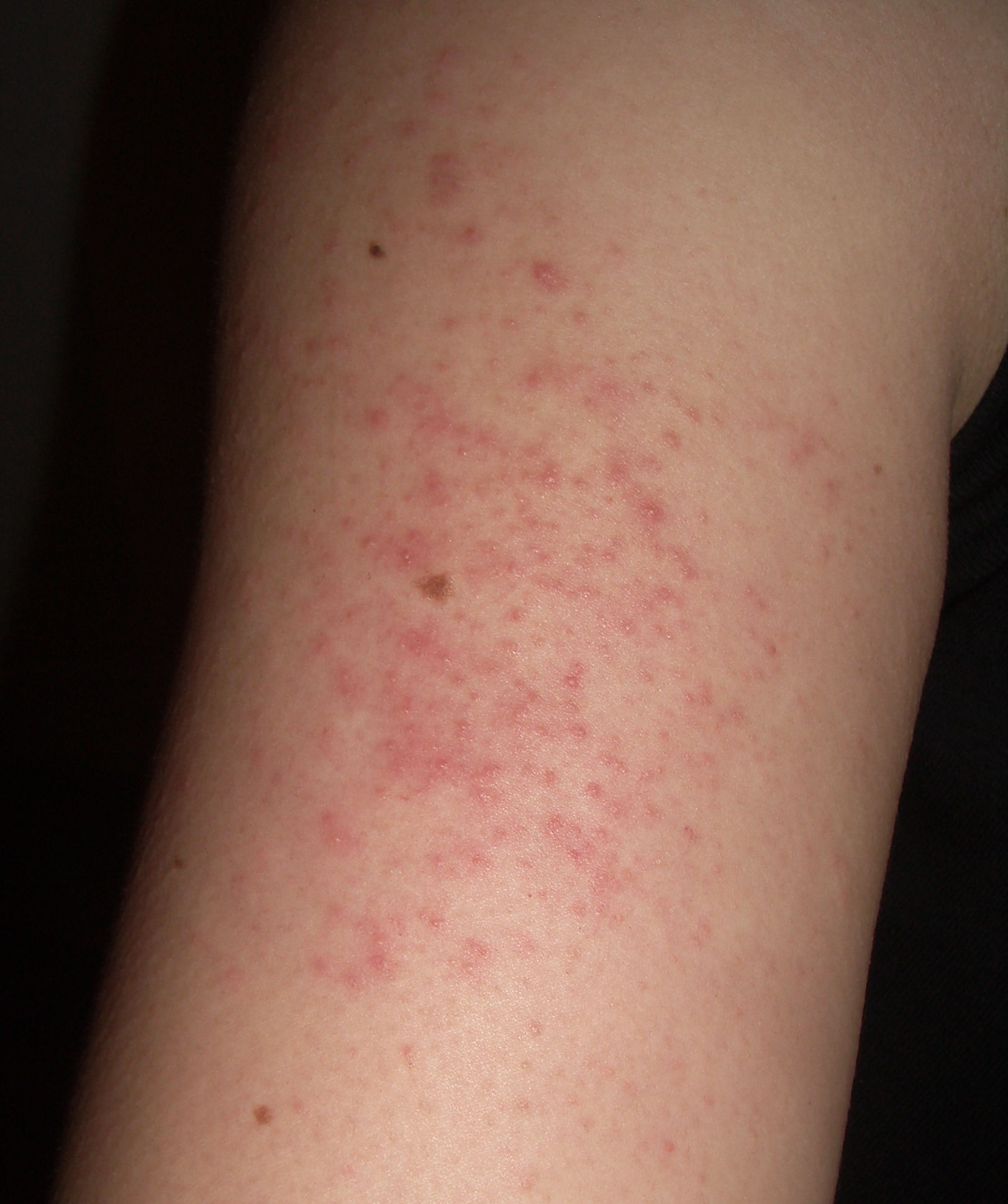
Rogowacenie mieszkowe

Rogowacenie mieszkowe (łac. keratosis pilaris, keratosis follicularis) – choroba skóry, polegająca na nadmiernym rogowaceniu ujść mieszków włosowych.

## Etiologia
Choroba ta może być dziedziczna lub może być wywołana niedoborem witaminy A. Częstsza jest u osób młodych ze współistniejącymi zaburzeniami naczynioruchowymi lub atopią.

## Objawy i przebieg
Wokół mieszków włosowych pojawiają się grudki przymieszkowe, opatrzone czopem rogowym. Grudki są rozsiane, grupują się, ale bez zlewania. Skóra pokryta hiperkeratotycznymi grudkami jest sucha i szorstka, sprawia wrażenie tarki, przypomina trwałą "gęsią skórkę". Najczęściej występuje na wyprostnych częściach kończyn, gdy zajmuje twarz dotyczy zwykle okolicy brwi i występuje razem z zaczerwienieniem twarzy (łac. keratosis rubra pilaris faciei, ulerythema ophryogenes). Objawy często mają mniejsze nasilenie latem. Chorobie nie towarzyszą żadne objawy podmiotowe.

## Różnicowanie
- liszaj płaski grudkowy (łac. lichen planus pilaris)
- zmiany mieszkowe w poronnej rybie łusce zwykłej (łac. ichthyosis follicularis)

## Leczenie
- ogólnie witamina A (minimalnie 250000 j./d) i witamina C (1000 mg/d)
- izotretynoina stosowana doustnie lub miejscowo, a także inne retinoidy stosowane doustnie (etretynat, acytretyna)[1]
- tazaroten(inne języki) stosowany miejscowo na skórę[2]
- zaleca się wcieranie kremów z witaminą A i E, także kremów zawierających mocznik
- nacieranie solą, kąpiele w wodzie z dodatkiem soli
- kataplazmy z ziół śluzorodnych
- peelingi i natryski ziołowe
- masaże szorstką rękawicą